# ديفيد حوروفاتسح
ديفيد حوروفاتسح (بالإنجليزية: David Horovitch)‏ هو ممثل بريطاني، ولد في 11 أغسطس 1945 بلندن في المملكة المتحدة.

## أعمال

### أفلام
- (2000) 102 كلب مرقش[3][4]
- (2007) حلم كاسندرا[5]
- (2014) السيد تيرنر[6][7]

## وصلات خارجية
- ديفيد حوروفاتسح على موقع IMDb (الإنجليزية)
- ديفيد حوروفاتسح على موقع قاعدة بيانات الأفلام العربية
- ديفيد حوروفاتسح على موقع ألو سيني (الفرنسية)
- ديفيد حوروفاتسح على موقع ميوزك برينز (الإنجليزية)
- ديفيد حوروفاتسح على موقع أول موفي (الإنجليزية)
- ديفيد حوروفاتسح على موقع قاعدة بيانات الأفلام السويدية (السويدية)
- ديفيد حوروفاتسح على موقع قاعدة بيانات الفيلم (الإنجليزية)
- ديفيد حوروفاتسح على موقع كينوبويسك (الروسية)